# Wald- und Kleingewässerlandschaft südöstlich von Altkalen
Wald- und Kleingewässerlandschaft südöstlich von Altkalen este o arie protejată (arie specială de conservare — SAC, sit de importanță comunitară — SCI) din Germania întinsă pe o suprafață de 702 ha, integral pe uscat.

## Localizare
Centrul sitului Wald- und Kleingewässerlandschaft südöstlich von Altkalen este situat la coordonatele 53°52′46″N 12°44′47″E / 53.8794°N 12.7464°E.

## Înființare
Situl Wald- und Kleingewässerlandschaft südöstlich von Altkalen a fost declarat sit de importanță comunitară în aprilie 2004 pentru a proteja 3 specii de animale. Situl a fost protejat și ca arie specială de conservare în august 2016.

## Biodiversitate
Situată în ecoregiunea continentală, aria protejată conține 3 habitate naturale: Lacuri eutrofice naturale cu vegetație de tip Magnopotamion sau Hydrocharition, Lacuri și iazuri distrofice naturale, Păduri de fag Asperulo-Fagetum.
La baza desemnării sitului se află mai multe specii protejate:
- amfibieni (2): buhai de baltă cu burta roșie (Bombina bombina), triton cu creastă (Triturus cristatus)
- mamifere (1): vidră de râu (Lutra lutra)